# 伝乗寺 (世田谷区)
伝乗寺（でんじょうじ）は、東京都世田谷区にある浄土宗の寺院。

## 歴史
創建年代は不明であるが、住誉良公和尚によって開山された。多摩川対岸の神奈川県川崎市中原区の泉沢寺の末寺として創建された。
1802年（享和2年）にさいの神の火が、燃え移って伽藍を焼失してしまった。その後再建されている。
当寺所蔵の地蔵菩薩像は、頭部のみ藤原時代（平安時代中後期）の作である。胴体等は後年の作である。その製作の経緯については不明である。また1798年（寛政10年）作の伏鉦（念仏を唱える際に打ち鳴らす楽器）もある。

## 交通アクセス
- 東急大井町線尾山台駅より徒歩15分。
- 東急大井町線等々力駅よりバス(東急バス　等01系統)「はちまん橋」下車